# 鳥養祐矢
鳥養 祐矢（とりかい ゆうや、1988年5月11日 - ）は、千葉県市原市出身 の元プロサッカー選手、政治家。山口市議会議員（1期）。現役時代のポジションはミッドフィールダー、フォワードおよびディフェンダー（サイドバック）。

## 来歴

### サッカー選手として
ジェフユナイテッド市原・千葉の下部組織では遠藤敬佑と同期。ユース時代の2006年10月からはジェフのセカンドチームであり、当時JFLに所属していたジェフユナイテッド市原・千葉クラブ（ジェフ・クラブ）に2種登録選手として出場、初出場のアルテ高崎戦で得点を挙げた。高校卒業後のトップチーム昇格はならなかったが、翌2007年以降もそのままジェフ・クラブ改めジェフユナイテッド市原・千葉リザーブズ（ジェフリザーブズ）に在籍し、当初はDF登録ながら攻撃的な位置でも起用され（2009年はMF登録、2010年はFW登録）主力として活躍。2010年には自己最多の32試合に出場し6得点を挙げた。
大学を卒業した2011年からは千葉傘下を離れ、リザーブズと同じJFLに所属するSAGAWA SHIGA FCへ移籍。チーム事情から交代投入が多く出場時間が限られたものの、FWとしてHonda FC戦での2得点 など自己最多の8得点を記録してこの年のJFL優勝に貢献した。2012年も攻撃の切り札として出場し4得点を挙げるが、この年限りでSAGAWA SHIGA FCが活動停止となったため退団を余儀なくされた。
2013年は同じくJFLのFC琉球に移籍 したが、開幕前に右膝半月板を損傷し手術。シーズン前半をほぼ欠場し、復帰後も調子を取り戻せず無得点、シーズン終了後に契約満了により退団となった。
そのままサッカーを辞める可能性もあったが、上野展裕に誘われる形で2014年にJFLに昇格したレノファ山口FCに完全移籍。主に右サイドMFとしてポジションを確保し、初めてリーグ戦全試合（26試合）に出場した。チームがJ3リーグに加入した2015年には開幕戦・ガイナーレ鳥取戦（維新百年記念公園陸上競技場）にてキャリア210戦目にして初めてJリーグ公式戦出場を果たし、この試合でJリーグ初得点。得意にしているというバック転のゴールパフォーマンスを披露した。このシーズンは最終戦こそ出場機会がなかったものの、35試合に出場、キャリアハイに並ぶ8得点を挙げた。
チームがJ2に昇格した2016年には、前年からの攻撃的なスタイルで好調なチームにおいて5月から先発出場の機会を得ると、5月15日のセレッソ大阪戦で同点（J2初ゴール）、逆転の2ゴールを挙げた。その後メンバーを外れる時期があるも、天皇杯でのJ1福岡戦で先制点を奪う活躍をみせる など復調し、リーグ戦25試合出場で4得点をあげた。
2017年シーズンは前年限りで退団した平林輝良寛の後を継いでキャプテンに就任 するも、前年の主力選手を複数失ったチームは下位に低迷し、鳥養も5月練習中に左膝内側半月板を痛めて長期欠場となった。6月から指揮を執ったマジョールの元、8月5日の熊本戦で復帰すると、翌節8月11日の千葉戦からはボランチのポジションで出場するなど様々な形での起用に応え、チームはJ2残留を果たした。
2018年シーズンは、新たに監督に就任した霜田正浩に5月3日の甲府戦からジェフリザーブズ時代以来となる左サイドバックとして起用され、先発メンバーに定着した。
2019年8月、FC琉球に完全移籍で復帰。引き続きサイドバックとして活路を見出したが、2021年11月11日、同年シーズン限りでの現役引退を発表。

### 政治家として
2022年1月、自身のSNSにて選手として長く活動した山口で政治活動を始める事を宣言し、同年4月17日公示4月24日投開票の山口市議会議員選挙に無所属で立候補。3511票を獲得してトップ当選を果たした。2022年5月12日時点は会派「未来志行山口」に属する。

## 所属クラブ
- 2001年 - 2003年 ジェフユナイテッド市原ジュニアユース辰巳台
- 2004年 - 2006年 ジェフユナイテッド市原・千葉ユース (千葉県立市原八幡高等学校)
  - 2006年 ジェフユナイテッド市原・千葉クラブ（2種登録選手）
- 2007年 - 2010年 ジェフユナイテッド市原・千葉リザーブズ（国際武道大学）
- 2011年 - 2012年 SAGAWA SHIGA FC
- 2013年 FC琉球
- 2014年 - 2019年8月 レノファ山口FC
- 2019年8月 - 2021年　FC琉球

## 個人成績
| 国内大会個人成績 | 国内大会個人成績 | 国内大会個人成績 | 国内大会個人成績 | 国内大会個人成績 | 国内大会個人成績 | 国内大会個人成績 | 国内大会個人成績 | 国内大会個人成績 | 国内大会個人成績 | 国内大会個人成績 | 国内大会個人成績 |
| 年度             | クラブ           | 背番号           | リーグ           | リーグ戦         | リーグ戦         | リーグ杯         | リーグ杯         | オープン杯       | オープン杯       | 期間通算         | 期間通算         |
| 年度             | クラブ           | 背番号           | リーグ           | 出場             | 得点             | 出場             | 得点             | 出場             | 得点             | 出場             | 得点             |
| 日本             | 日本             | 日本             | 日本             | リーグ戦         | リーグ戦         | リーグ杯         | リーグ杯         | 天皇杯           | 天皇杯           | 期間通算         | 期間通算         |
| ---------------- | ---------------- | ---------------- | ---------------- | ---------------- | ---------------- | ---------------- | ---------------- | ---------------- | ---------------- | ---------------- | ---------------- |
| 2006             | 千葉C/ 千葉R     | 31               | JFL              | 8                | 1                | -                | -                | 0                | 0                | 8                | 1                |
| 2007             | 千葉C/ 千葉R     | 2                | JFL              | 24               | 3                | -                | -                | -                | -                | 24               | 3                |
| 2008             | 千葉C/ 千葉R     | 2                | JFL              | 23               | 3                | -                | -                | 1                | 0                | 24               | 3                |
| 2009             | 千葉C/ 千葉R     | 2                | JFL              | 29               | 1                | -                | -                | 1                | 0                | 30               | 1                |
| 2010             | 千葉C/ 千葉R     | 11               | JFL              | 32               | 6                | -                | -                | -                | -                | 32               | 6                |
| 2011             | SAGAWA SHIGA     | 17               | JFL              | 29               | 8                | -                | -                | 2                | 0                | 31               | 8                |
| 2012             | SAGAWA SHIGA     | 17               | JFL              | 27               | 4                | -                | -                | 3                | 0                | 30               | 4                |
| 2013             | 琉球             | 17               | JFL              | 11               | 0                | -                | -                | 0                | 0                | 11               | 0                |
| 2014             | 山口             | 11               | JFL              | 26               | 5                | -                | -                | -                | -                | 26               | 5                |
| 2015             | 山口             | 11               | J3               | 35               | 8                | -                | -                | 1                | 0                | 36               | 8                |
| 2016             | 山口             | 11               | J2               | 25               | 4                | -                | -                | 3                | 2                | 28               | 6                |
| 2017             | 山口             | 11               | J2               | 16               | 0                | -                | -                | 0                | 0                | 16               | 0                |
| 2018             | 山口             | 11               | J2               | 27               | 0                | -                | -                | 2                | 0                | 29               | 0                |
| 2019             | 山口             | 11               | J2               | 1                | 0                | -                | -                | 1                | 0                | 2                | 0                |
| 2019             | 琉球             | 37               | J2               | 9                | 0                | -                | -                | -                | -                | 9                | 0                |
| 2020             | 琉球             | 2                | J2               | 22               | 0                | -                | -                | 0                | 0                | 22               | 0                |
| 2021             | 琉球             | 2                | J2               | 7                | 0                | -                | -                | 0                | 0                | 7                | 0                |
| 通算             | 日本             | 日本             | J2               | 107              | 4                | -                | -                | 6                | 2                | 113              | 6                |
| 通算             | 日本             | 日本             | J3               | 35               | 8                | -                | -                | 1                | 0                | 36               | 8                |
| 通算             | 日本             | 日本             | JFL              | 209              | 31               | -                | -                | 7                | 0                | 216              | 31               |
| 総通算           | 総通算           | 総通算           | 総通算           | 351              | 43               | -                | -                | 14               | 2                | 365              | 45               |

- Jリーグ初出場、初得点 - 2015年3月15日 J3第1節 ガイナーレ鳥取戦（維新公園）

## タイトル

### クラブ
SAGAWA SHIGA FC
- JFL：1回（2011年）

レノファ山口FC
- J3リーグ：1回（2015年）

## 参考資料
- フロムワン（編）『Jリーグサッカーキング』第9巻第17号、朝日新聞出版、2015年9月24日、2015年9月25日閲覧。